# Xantheranthemum
Xantheranthemum là chi thực vật có hoa trong họ Acanthaceae.